# MOS Technology SID

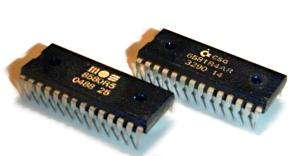
MOS Technology SIDs: à direita da imagem, um 6581 da MOS Technology, na época em que a empresa era denominada Commodore Semiconductor Group (CSG) e à esquerda da imagem, um 8580 da MOS Technology. Os números 0488 e 3290 estão no formato WWYY, ou seja, os chips foram produzidos na semana (week) 4 de 1988 e na semana 32 de 1990. O último número é provavelmente um número de lote.

O MOS Technology 6581/8580 SID (Sound Interface Device ou "Dispositivo de Interface de Som") era o chip de som embutido nos computadores domésticos da Commodore, tais como o CBM-II, Commodore 64, Commodore 128, Commodore MAX Machine, alguns PETs selecionados e no cancelado TED V364. Foi um dos primeiros chips de som do seu tipo a serem incluídos em microcomputadores, antes da revolução do som digital.
Em conjunto com o chip gráfico VIC-II, o SID foi fundamental em fazer do C64 um dos maiores campeões de vendas da história da indústria de informática e tem pelo menos parcialmente, o crédito pelo surgimento da demoscene.
O SID recebeu a patente norte-americana número 4.677.890, datada de 27 de fevereiro de 1983 e publicada em 7 de julho de 1987. A patente expirou em 7 de julho de 2004.

### Hardware
- «Prophet 64 "The future of SID music"» (em inglês)

### Emulação
- «SIDplay2 - Emulador de SID para Windows e Linux» (em inglês)

### Música
- «Compute's Gazette SID Collection» (em inglês)